# 중발지진
중발지진(中發地震, Intermediate earthquake, mid-focus earthquake, intermediate-depth earthquakes), 얕은 심발지진(일본어: 稍深発地震)은 지하 70~300km 사이에서 발생하는 지진이다. 전부 수렴형 경계에 두 판이 충돌하는 섭입대에서 가라앉은 쪽 판인 슬래브에서 발생한다. 천발지진에 비해서는 피해가 적으나, 심발지진에 비해서는 피해가 큰게 특징이다.
지구상에 일어난 지진으로 방출한 에너지의 12%가 천발지진이다.

## 같이 보기
- 천발지진
- 심발지진
- 슬래브 내부 지진

## 참고 문헌
- 이기화 (2016년 10월 30일).  박상준, 편집. 《모든 사람을 위한 지진 이야기》 1판. 서울: 사이언스북스. ISBN 978-89-8371-730-6.